# Сплетни (комедия Катенина)
«Спле́тни» — комедия в стихах П. А. Катенина, поставленная в 1820 году. Является переделкой пьесы французского автора Жана-Батиста-Луи Грессе «Le méchant» (1747), что в переводе означает «Злой».

## Действующие лица
- Варягин, богатый помещик, старый холостяк.
- Крашнева, сестра его, вдова.
- Настинька, дочь Крашневой.
- Лидин, жених Настиньки.
- Игорев, приятель Варягина.
- Зельский, приятель Варягина.
- Аннушка, горничная Крашневой.
- Семен, слуга Зельского.
- Слуга.

Действие происходит в имении Варягина.

## Сюжет
Помещица Лидина ведёт тяжбу со своими соседями Варягиным и его сестрой Крашневой. Их общий друг Игорев предлагает уладить дело миром, женив сына Лидиной на дочери Крашневой Настеньке, тем более что Лидин и Настенька вместе росли и нравились друг другу. Приятель Лидина Зельский, гостящий в доме Варягина, надеется сам стать женихом: ведь невесте обещано щедрое приданое. На случай же, если деньги и имение Варягина всё-таки отойдут сестре, он ухаживает и за Крашневой, одновременно ссоря её с дочерью и настраивая против брата.
Стремясь расстроить свадьбу, Зельский посылает Лидиной и Варягину «ядовитые» анонимные письма (продиктованные слуге Семёну, чтобы нельзя было опознать почерк). Приехавшему в дом Варягина Лидину (он не виделся с хозяином и домочадцами несколько лет) Зельский так характеризует его невесту, что Лидин не желает вступать с ней в брак. Но что он может сделать, если старики уже сговорились? Зельский советует другу показаться хозяину дома в столь невыгодном свете, чтобы Варягин сам отменил своё решение.
Приезжает и главный инициатор свадьбы — Игорев. Он легко разгадывает интриги Зельского, однако у него нет доказательств. Горничная Аннушка обещает помочь: ведь в неё влюблён слуга Зельского Семён, а значит она сможет легко раздобыть образец его почерка. Между тем, Лидин при встрече с Варягиным успешно играет роль пустого и нахального человека. План Зельского сработал: Варягин больше и слышать не хочет о свадьбе.
Под давлением Аннушки Семён пишет просьбу об увольнении (Аннушка обещала устроить ему место у Лидина). Одновременно Аннушка рассказывает Крашневой о якобы взаимных чувствах Зельского и Настеньки. Крашнева, стремясь удостовериться, правда ли это, подслушивает разговор Аннушки и Зельского, где служанка хитростью заставляет Зельского сказать, что он на самом деле думает о матери Настеньки. Взбешённая Крашнева разрывает с Зельским все отношения.
Игорев показывает Лидину, Настеньке и (чуть позднее) Варягину письмо Семёна и анонимные письма, написанные одним почерком, и пытается доказать, что все их ссоры — результат интриг Зельского. Варягин не верит этому, думая, что Семёна подкупил Лидин или Игорев, однако Крашнева показывает брату и документы, свидетельствующие о планах упрятать Варягина под опеку за слабоумие (тогда имение отошло бы Крашневой). Варягин, наконец, верит всему, и Зельского изгоняют, а старики дают согласие на брак Лидина и Настеньки.

## История создания, постановка и критика
Комедия Катенина является переложением комедии Жана-Батиста-Луи Грессе «Le méchant» («Злой»), созданной в 1747 году. Пьеса Грессе была очень популярна в России в начале XIX века: изображённый в ней тип умного, но злого человека и проблема «ума» вообще имели тогда особую актуальность в образованном обществе. «Сплетни» Катенина созданы всего через год после предыдущей адаптации «Злого» — комедии в прозе М. Н. Загоскина под названием «Добрый малый» (1819, поставлена в 1820 году), и, возможно, вызваны желанием дать свою трактовку этого сюжета (Катенин по своим политическим и литературным взглядам был достаточно далёк от Загоскина).
Катенин, сохранив основные сюжетные линии, значительно переработал комедию Грессе. В частности, им сочинены едкие монологи Зельского (Клеонта у Грессе), ряд сцен добавлен (в частности, сцена в начале второго действия, в которой Зельский рассказывает историю о том, как Лидин заплатил уличённому шулеру карточный долг, хотя мог «затеять дело»), усложнён (по словам самого Катенина, «вход матери в самую решительную минуту, общий испуг, допрос служанки, на котором основана развязка, — все это принадлежит мне. Правда, что у Грессета советует Лизетта барыне подслушать, но посмотрите, как оно там неискусно, ни с чего взялось и ни к чему не ведет») или выброшен. Кроме того, Катенин изменил характеры персонажей, пытаясь сделать их более выпуклыми, разнообразными и психологически достоверными («Варягин имеет резкую физиономию, Жеронт вял и даже сбит; Крашнева вовсе не похожа на дуру Флоризу; Лидин молод и ветрен, но не так пуст, как Валер… Настинька выиграла больше всех: в ней виден и ум, и чувство, и самолюбие, и некоторое кокетство, без которого вряд ли живут хорошенькие девушки, Хлоя же просто кукла…»).
Премьера комедии состоялась на сцене петербургского Большого театра 31 декабря 1820 года.
Среди исполнителей ролей были Я. Г. Брянский (Зельский), Е. П. Бобров (Варягин), М. И. Валберхова (Крашнева), И. И. Сосницкий (Лидин), Е. Я. Сосницкая (Настинька), И. П. Борецкий (Игорев), А. Е. Асенкова (Аннушка). Спектакль пользовался успехом у зрителей и продержался в репертуаре театра несколько лет. В 1821 году пьеса была издана под заглавием «Комедия в 3-х действиях, подражание Грессетовой комедии „Le méchant“».
Мнения критиков о комедии Катенина разнились: в 1821 году в журнале «Сын отечества» были напечатаны два противоположных мнения о произведении. В первой из них автор был обвинён в том числе в значительном отступлении от пьесы Грессе, а также в грубости языка, не подходящего для употребления на театральной сцене. На защиту Катенина встал его друг Н. И. Бахтин, парировавший, что «на театре каждое лицо должно говорить языком, приличным его званию». Ознакомившись с пьесой, издатель «Сына Отечества» Н. И. Греч в целом встал на сторону Бахтина и отозвался о ней как об «одном из самых удачных в сем роде произведений Русской литературы».